# Ерлангер (кратер)
Ерлангер — дуже глибокий місячний ударний кратер, який лежить біля північного полюса Місяця. Через розташування поблизу північного полюса Місяця (і враховуючи те, що вісь Місяця нахилена лише приблизно на 1,5°), сонячне світло рідко падає на його дно, і у 2008 за допомогою зонд Чандраян-1 вчені сподівалися знайти лід, що там накопичився від зіткнень комет. Ерлангер — один із постійно затінених кратерів Місяця.
22 січня 2009 року Міжнародний астрономичний союз назвав кратер на честь американського фізіолога та лауреата Нобелівської премії 1944 року Джозефа Ерлангера.